# Anubis (goa'uld)
Anubis je fiktivní postavou velmi mocného goa'ulda ve sci-fi seriálu Hvězdná brána. Anubis nahradil v 5. sérii Apophise poté, co byl v epizodě Nepřátelé Apophis zničen. Poprvé byl Anubis zmíněn v epizodě Mezi dvěma ohni. Osobně je představen v epizodě Překvapivá odhalení. Představuje jej herec David Palffy.

## Přehled
Ty nevíš, jak zlý je Anubis. Byl vyhnán vládci soustavy, protože jeho zločiny byly nevyslovitelné. Dokonce i mezi Goa'uldy.
- Selmak hovořící k Danielovi, Schůzka na nejvyšší úrovni
Anubis byl nejmocnějším a nejhorším Goa'uldem v dějinách. Byl původně jedním z vládců soustavy, byl však vyhnán Raem, protože jeho zločiny byly nevyslovitelné, dokonce i mezi Goa'uldy. Byl pokládán za mrtvého, ale obelstil Omu, která mu pomohla se povznést. Povznesení Antikové mu však nedovolili se k nim přidat a donutili ho k existenci mezi stavem povznesení a smrtelnou existencí. Díky znalostem Antiků získal vyspělé technologie a použil je k pomstě a získání vlády nad celou galaxií.

## Život

### Rané dějiny
Anubis byl na začátku vládcem ve službách Apepa. Jeho vítězství mu přinesla respekt a slávu. Ale jeho ambice směřovaly dál. Objevil sílu antických technologií. S pomocí šesti artefaktů Ok Goa'ldů vyrobil zbraň se silou schopnou zničit planety. Zavraždil Apepa a jeho symbionta předhodil ostatním.
Ra však poté přiměl ostatní goa'uldy k útoku a po třistaleté válce Anubise porazil. Ra se stal poté vrchním vládcem a Anubis byl vyhnán. Oka byla rozdělena mezi ostatní vládce.

### Povznesení Anubise
Na planetě Kheb dokázal podvést Omu Desalu, která jej povznesla. Oma poté nebyla schopna Anubise descendovat (vrátit do lidské formy). Ostatní zasáhli a snížili Anubise. Povolili mu vládnout a použít znalostí v nižších sférách, jako jiný goa'uld.

### Návrat
Po porážce Apophise a Crona, Anubis začal projevovat svou moc. Přidali se k němu někteří menší Goa'uldi jako vyhnaný Thovt, Osiris, Zipacna a Tanith. S pomocí Antických znalostí upravil své štíty a zbraně. Aby zabránil konfrontaci s Asgardy, donutil Tollány k vývoji zbraně schopné proniknout Iris. Když Narim zbraně zničil, Anubis dobyl Tollanu.
Na summit vládců soustavy Anubis vyslal Osirise jako svého emisara, požadujíce návrat svého postavení vládce soustavy. I přes odmítnutí vládcem Yu byl restaurován mezi vládci soustavy. Za to jim nabídl, že zničí Tau'ri a Tok'ry. Jako tisíc let mrtvý goa'uld nebyl vázán smlouvou o chráněných planetách s Asgardy.
Ve stejné době zaútočil Zipacna na základnu Tok'rů. Hledal jed Tok'rů (chemickou zbraň, kterou Tok'rové původně chtěli použít proti vládcům soustavy), ale nenašel ji. Anubis se pokusil zničit Zemi asteroidem, ale lidé našli způsob, jak katastrofě zabránit.
Poté Anubis napadl Asgardy chráněnou planetu. S vylepšenými štíty a zbraněmi byl schopen zvítězit a zajmout Thóra. Thóra osvobodila SG-1, ale jeho vědomí zůstalo v počítači lodi. Anubis na oplátku napadl Zemi pomocí zbraně, schopné zničit výbuchem Hvězdné brány Zemi. Zbraň však byla zničena Rya'cem a brána byla odhozena do vesmíru, kde bezpečně daleko od Země explodovala.

### Válka proti Vládcům soustavy
Anubis od svého návratu vedl válku proti vládcům soustavy. Hledal šest ok Goa'uldů. Šesté oko (Raovo) bylo na Abydosu. Daniel Jackson o nich informoval Zemi. Anubis zaútočil na Abydos, ale Daniel (povznesený) mu hrozil, že pokud nenechá Abydos nedotčený, tak Anubise zničí. Anubis mu zjevil, že je také povznesený a jeho požadavky odmítl. Na druhé straně se ho bál, protože věřil, že Daniel má moc ho zničit.
Daniel si tak mohl vynutil dohodu – Raovo Oko předá SG-1 Anubisovi a on nechá Abydos být a nechá SG-1 odejít. Anubis však přesto zničil Abydos pomocí své superzbraně. Daniela zastavila Oma (descendovala jej) a Anubis poté zničil flotilu vládců soustavy u Abydosu, vedenou vládcem Yu. Oma obyvatele povznesla a obnovila (jako povznesená bytost) planetu. Tau'ri uzavřeli dohodu s vládci soustavy a Anubisovu mateřskou loď napadli, přičemž zničili jeho superzbraň. Ba'al poté nad Kelownou zničil jeho loď, Anubis však unikl v únikovém modulu.
Anubis vyvinul Kull bojovníky, aby nahradil Jaffy. Tým SG-1 ve snaze jej zastavit zabil Thovta a zničil goauldskou královnu, produkující modifikované symbionty.

### Porážka
Když zjistil, že na P3X-439 je archiv Antiků, vyslal tam Jaffy. Lidé ho však předběhli a archív zničili. Anubis věříce, že Tau'ri disponuje technologií Antiků, zahájil útok na Zemi. Jack O'Neill použil vědomosti Antiků a našel na Antarktidě základnu Antiků. Použil zbraně Antiků proti Anubisovi a zničil jeho flotilu. Anubis však díky povznesení přežil. Pokusil se utéci z SGC. Místo toho byl poslán na ledovou planetu v těle ruského důstojníka Vaselova.
Nemůžeš vyhrát!!
Na tom nezáleží. Nebudeš moci učinit nic jiného, než se bránit!!
- Anubis a Oma Desala, Osobní záležitosti
Nakonec Anubis z planety unikl a vrátil se na své místo. Donutil Ba'ala k tomu, aby se k němu přidal. Když Replikátoři zahájili invazi do Mléčné dráhy, nařídil Ba'alovi je napadnout. Jaffové obsadili Dakaru s Antickou zbraní. Ba'al se spojil proti replikátorům s Tau'ri a Tok'ry, kteří zbraní Antiků zničili replikátory v galaxii. Anubis poté chtěl obsadit Dakaru sám a použít zbraň k zničení života v galaxii, ale Oma mu v tom nakonec zabránila.

## Epizody
- Mezi dvěma ohni
- Překvapivá odhalení
- Kruh se uzavírá
- Návrat ztraceného syna
- Návrat domů
- Evoluce
- Ztracené město
- Karanténa
- Poslední boj
- Osobní záležitosti